# Temporada de ciclones na região da Austrália de 2009-2010
A temporada de ciclones na região da Austrália de 2009-2010 foi um evento cíclico anual de formação de ciclones tropicais. A temporada começou oficialmente em 1 de novembro de 2009 e terminou em 30 de abril de 2010. O plano operacional regional de ciclones tropicais define um "ano de ciclones tropicais" separado de uma "temporada de ciclones tropicais". O "ano de ciclones tropicais" começou oficialmente em 1 de julho de 2009 e terminou em 30 de junho de 2010. A área de monitoração de ciclones na região da Austrália fica no hemisfério sul, limitada pela linha do Equador e pelos meridianos 90°E e 160ºE. Esta área de monitoramento inclui a Austrália, a Papua-Nova Guiné, o Timor-Leste, parte ocidentais das Ilhas Salomão e partes da Indonésia.
Os ciclones tropicais que se formam nesta área são monitorados por cinco centros de aviso de ciclone tropical (CACTs): O Bureau of Meteorology em Perth, em Darwin e em Brisbane; pelo CACT de Jacarta, Indonésia e pelo CACT de Port Moresby, Papua Nova Guiné O Joint Typhoon Warning Center (JTWC) emite avisos não oficiais para a região, designando sistemas tropicais com o sufixo "S" quando se formam a oeste do meridiano 135°L e com o sufixo "P" quando se formam a leste do meridiano 135°E.

## Tempestades

### Ciclone tropical severo Laurence
Em 8 de Dezembro, o CACT de Darwin relatou que uma baixa tropical havia se formado perto da costa sul de Papua Nova Guiné. Como o sistema seguiu para o nordeste da região de Top End, extremo norte do Território do Norte, em 10 de dezembro, o CACT de Darwin emitiu um alerta de ciclone tropical para as zonas costeiras de Ilha Croker a Ilha Bathurst, mas excluindo Darwin. No mesmo dia, o CACT de Perth cancelou todos os avisos anteriores e emitiu novo alerta para Kalumburu, para o sul e oeste de Mitchell Plateau. O sistema permaneceu praticamente estacionário, onde começou a se intensificar, e se tornou o primeiro ciclone tropical dotado de nome da temporada no início da madrugada (UTC) de 13 de dezembro. Seguindo para sudoeste, Laurence começou a se intensificar rapidamente, e logo se tornou um ciclone tropical severo, segundo o CACT de Darwin, no início da madrugada (UTC) de 15 de dezembro. A rápida intensificação persistiu, e Laurence atingiu seu pico de intensidade ainda em 15 de dezembro, com ventos máximos sustentados de 215 km/h (1 minuto sustentado), segundo o JTWC.
Na madrugada (UTC) de 16 de dezembro, Laurence começou a se enfraquecer assim que se aproximava na costa da Austrália Ocidental. Laurence fez landfall na costa da Austrália, perto da Ilha Cockatoo, e começou a se enfraquecer logo depois. Com isso, o JTWC emitiu seu aviso final sobre o sistema, enquanto que o CACT de Perth desclassificou Laurence para um simples ciclone tropical.
Em 18 de dezembro, o CACT de Perth desclassificou Laurence para uma baixa tropical, mas naquela tarde, o JTWC voltou a emitir avisos regulares sobre o ciclone assim que Laurence começou a seguir novamente para oeste-noroeste, em direção ao oceano. Entrando novamente em contato com as águas quentes do oceano Índico, Laurence voltou a se organizar. Com isso, o CACT de Perth voltou a classificar Laurence para um ciclone tropical em 19 de dezembro. A partir de então, Laurence voltou a sofrer rápida intensificação e se tornou novamente um ciclone tropical severo, segundo o CACT de Perth. A partir de então, Laurence começou a seguir para sul, e atingiu seu segundo pico de intensidade, com ventos de até 240 km/h (1 minuto sustentado), segundo o JTWC, pouco antes de fazer seu segundo landfall, logo a leste da cidade de Port Hedland, durante seu pico de intensidade. Logo em seguida, Laurence começou a se enfraquecer rapídamente e o JTWC emitiu seu aviso final sobre o sistema. O CACT de Perth também emitiu seu aviso final sobre o sistema na madrugada (UTC) de 23 de dezembro.

### Baixa tropical 02U
Uma área de perturbações meteorológicas localizada sobre a região de Top End, no Território do Norte, Austrália, começou a mostrar sinais de desenvolvimento em 27 de dezembro, quando o CACT de Darwin classificou o sistema para a baixa tropical "02U". Após seguir para o golfo de Joseph Bonaparte, a baixa seguiu para sudeste e fez landfall na divisa entre Austrália Ocidental e o Território do Norte, Austrália, e dissipou-se em 5 de janeiro.

### Baixa tropical 03U (Edzani)
Uma área de perturbações meteorológicas localizada a sudeste de Sumatra, Indonésia, começou a mostrar sinais de organização em 1 de janeiro, quando o CACT de Jacarta o classificou para a baixa tropical "03U". No entanto, a baixa não foi capaz de se intensificar devido às condições meteorológicas desfavoráveis, como o forte cisalhamento do vento. Seguindo para oeste e oeste-sudoeste, a baixa deixou a área de responsabilidade do CACT de Perth para adentrar na área do Centro Meteorológico Regional Especializado de Reunião, na manhã (UTC) de 4 de janeiro, onde se tornou o intenso ciclone Edzani. Com isso, o último aviso sobre a baixa foi emitido.

### Baixa tropical 04U
Em 14 de janeiro, o Centro de Aviso de Ciclone Tropical (CACT) de Perth classificou um cavado de monção que mostrava sinais de organização ao largo da costa noroeste da Austrália para a baixa tropical "04U". Seguindo para oeste, a baixa não foi capaz de se intensificar e se dissipou em 21 de janeiro.

### Ciclone tropical severo Magda
Na manhã de 19 de janeiro, o Centro de Aviso de Ciclone Tropical de Perth relatou a formação de uma baixa tropical a oeste de Darwin. Na tarde de 20 de janeiro, o CACT de Perth classificou o sistema como um ciclone tropical e lhe atribuiu o nome "Magda". Mais tarde, o Joint Typhoon Warning Center (JTWC) também classificou o sistema para um ciclone tropical significativo e lhe atribuiu a designação "08S". Sob condições meteorológicas favoráveis, Magda intensificou-se gradualmente, atingindo seu pico de intensidade no início da noite (UTC) de 21 de janeiro, com ventos máximos sustentados de 120 (1 minuto sstentado), segundo o JTWC, ou 110 km/h (10 minutos sustentados), segundo o CACT de Perth.
Logo em seguida, Magda começou a se enfraquecer assim que sua circulação ciclônica de baixos níveis começou a se interagir com a costa do noroeste da Austrália. Magda fez landfall na costa da região de Kimberley, perto de seu pico de intensidade, no final daquela noite (UTC). Sobre terra, Magda começou a se enfraquecer rapidamente. No início da tarde (UTC) de 22 de janeiro, o CACT de Perth desclassificou Magda para uma baixa tropical e emitiu seu aviso final sobre o sistema. O JTWC fez o mesmo mais tarde naquele dia.

### Ciclone tropical Neville
No início da madrugada (UTC) de 16 de janeiro, o Centro de Aviso de Ciclone Tropical (CACT) de Darwin classificou uma área de perturbações meteorológicas sobre o golfo de Carpentária como a baixa tropical 05U. Seguindo para leste-sudeste, a baixa cruzou a península do Cabo York e começou a se organizar no mar de Coral. Na noite de 20 de janeiro, o Centro de Aviso de Ciclone Tropical (CACT) de Brisbane classificou o sistema como um ciclone tropical e lhe atribuiu o nome "Neville".
No entanto, devido às condições meteorológicas desfavoráveis, Neville logo se enfraqueceu para uma baixa tropical no início da madrugada (UTC) de 21 de janeiro. O sistema continuou a se desorganizar enquanto permanecia praticamente estacionário ao largo da costa de Queensland, e em 22 de janeiro, o CACT de Brisbane emitiu seu aviso final sobre o sistema.

### Ciclone tropical Olga
Em 20 de janeiro, a depressão tropical 04 adentrou a área de responsabilidade do Centro de Aviso de Ciclone Tropical (CACT) de Brisbane, Austrália. Inicialmente desorganizado, o sistema começou a mostrar sinais de organização em 22 de janeiro com o enfraquecimento do ciclone tropical Neville, e se tornou o ciclone tropical Olga ainda naquele dia. O Joint Typhoon Warning Center (JTWC0 também classificou o sistema para um ciclone tropical significativo no início da madrugada (UTC) de 23 de janeiro, atribuindo-lhe a designação "09S". Seguindo para oeste, olga atingiu seu pico de intensidade, com ventos máximos sustentados de 85 km/h (1 minuto sustentado), segundo o JTWC, pouco antes de fazer landfall na costa de Queensland, Austrália, em 24 de janeiro.
Pouco antes de alcançar a costa, o CACT de Brisbane desclassificou Olga para uma baixa tropical. Ainda naquele dia, o JTWC chegou a emitir seu aviso final sobre o sistema assim que as previsões favoreciam a dissipação de Olga sobre terra.
No entanto, a área de baixa pressão remanescente de Olga voltou a se intensificar assim que o sistema alcançou o golfo de Carpentária. Com isso, o JTWC voltou a emitir avisos regulares sobre o sistema em 26 de janeiro. No entanto, Olga não foi capaz de voltar a se intensificar devido a um inesperado movimento para sudoeste, o que fez que Olga seguisse sobre terra por mais tempo que se imaginava. Na manhã (UTC) de 28 de janeiro, Olga começou a seguir para sul-sudoeste, distanciando-se do golfo de Carpentária, e forçando o JTWC a emitir mais uma vez o seu aviso final sobre o sistema.
Novamente o sistema seguiu para o golfo de Carpentária, onde mais uma vez voltou a se intensificar. Com isso, o JTWc teve que reiniciar a emissão regular de avisos sobre Olga na tarde de 29 de janeiro. Praticamente ao mesmo tempo, o CACT de Brisbane voltou a classificar o sistema para um ciclone tropical significativo. Olga cruzou o golfo de Carpentária rapidamente, e fez um segundo landfall sobre o estado australiano de Queensland, onde se enfraqueceu definitivamente e se dissipou. Com isso, o JTWC emitiu seu aviso final sobre o sistema. Ao mesmo tempo, o CACT de Brisbane desclassificou Olga mais uma vez para uma baixa tropical e também emitiu seu aviso final sobre o sistema.

## Cronologia
O gráfico abaixo mostra de forma clara a duração e a intensidade de cada ciclone tropical:

## Nomes das tempestades
Os CACTs de Perth, Darwin e Brisbane usam uma lista compartilhada de nomes de ciclones tropicais. No entanto, os CACTs de Port Moresby e Jacarta usam suas próprias listas para atribuir nomes aos ciclones tropicais de que se formam em suas áreas de responsabilidade.

### Indonésia
Ciclones tropicais que se formam entre a linha do Equador e a latitude 10°S e entre os meridianos 90°L e 125°L são monitorados pelo CACT de Jacarta, Indonésia. Abaixo segue-se os três primeiros nomes a serem usados para a temporada de 2009-2010:
- Anggrek (Sem usar)
- Bakung (Sem usar)
- Cempaka (Sem usar)[44]

### Bureau of Meteorology
Começando no "ano ciclônico" de 2008-2009, haverá somente uma única lista que o Bureau of Meteorology (Agência de Meteorologia da Austrália) irá usar para atribuir nomes aos ciclones tropicais. No entanto, o Bureau of Meteorology ainda vai operar os Centros de Avisos de Ciclone Tropical em Perth, Darwin e Brisbane. Eles monitoram os ciclones tropicais que se formam ao sul da linha do Equador, entre os meridianos 90° e 160°L, emitindo avisos especiais mesmo para aqueles ciclones tropicais que estiverem nas áreas de responsabilidades dos CACTs de Jacarta e de Port Moresby. Os nomes serão usados sequencialmente, não havendo, portanto, uma lista alfabética anual. A seguir, será apresentada a lista alfabética da coluna 1, cujo primeiro nome será atribuído ao primeiro ciclone tropical que se formar na temporada de 2009-2010:
| - Laurence - Magda - Neville - Olga - Paul (sem usar) - Robyn (sem usar) - Sean (sem usar) | - Tasha (sem usar) - Vince (sem usar) - Zelia (sem usar) - Anthony (sem usar) - Bianca (sem usar) - Carlos (sem usar) - Dianne (sem usar) | - Errol (sem usar) - Zelia (sem usar) - Fina (sem usar) - Grant (sem usar) - Heidi (sem usar) - Iggy (sem usar) - Jasmine (sem usar) |

### Papua Nova-Guiné
Ciclones tropicais que se formam ao sul da linha do Equador e entre os meridianos 141°L e 160°L são monitorados pela CACT de Port Moresby, Papua Nova Guiné. A lista de nomes está em ordem alfabética. Porém, a escolha dos nomes é aleatório, ou seja, o nome pode ser escolhido dentre qualquer nome da lista.
- Alu (sem usar)
- Buri (sem usar)
- Dodo (sem usar)
- Emau (sem usar)
- Fere (sem usar)
- Hibu (sem usar)
- Ila (sem usar)
- Kama (sem usar)
- Lobu (sem usar)
- Maila (sem usar)[44]